# Marek Grzywacz
Marek Grzywacz (ur. 24 grudnia 1965 w Bydgoszczy) – polski piłkarz, bramkarz; zdobywca brązowego medalu na 4. Mistrzostwach Europy U18 w ZSRR w 1984.
W swojej karierze był zawodnikiem klubu Górnik Wałbrzych.